# Белорусский государственный университет информатики и радиоэлектроники
Белорусский государственный университет информатики и радиоэлектроники (БГУИР, бел. Беларускі дзяржаўны ўніверсітэт інфарматыкі і радыёэлектронікі, БДУІР; до 1993 года — Минский радиотехнический институт, МРТИ, бел. Мінскі радыётэхнічны інстытут, МРТІ) — ведущее высшее учебное заведение Республики Беларусь в области информационных технологий, радиотехники, электроники и телекоммуникаций, расположенное в Минске.
Университет включает в себя 9 факультетов, 32 кафедры, институт информационных технологий. Филиалом университета является Минский радиотехнический колледж. БГУИР осуществляет подготовку студентов по 41 специальности первой ступени высшего образования, по 15 - второй ступени, по 30 - аспирантуры и 15 - докторантуры.
На балансе университета находится 8 учебно-практических корпусов и 5 общежитий. При этом они не формируют кампуса, так как расположены в нескольких местах небольшими группами. Большинство зданий университета построены в 1960-х — 1980-х годах в стиле советского архитектурного модернизма.

## История
1950-е годы ХХ столетия отмечены интенсивным развитием радиотехнической промышленности. В Беларуси строятся заводы по производству телевизоров, радиоприёмников, средств автоматизации, вычислительной техники и другой аппаратуры для нужд народного хозяйства. Учитывая, что радиотехническая промышленность развивалась более быстрыми темпами, чем наука и подготовка кадров для неё, правительством страны было принято решение создать самостоятельное высшее учебное заведение — Минский радиотехнический институт (МРТИ).
Постановлением Совета Министров БССР 15 марта 1964 года был открыт Минский радиотехнический институт. МРТИ начинался с двух факультетов дневного обучения — радиотехнического и факультета автоматики и вычислительной техники, а также общетехнического факультета в составе двух отделений — вечернего и заочного.
В 1964 году в институте обучалось 2500 студентов. Из разных городов СССР в МРТИ были приглашены ведущие специалисты, которые возглавили кафедры. На работу было принято 143 человека профессорско-преподавательского состава, в их числе 3 доктора наук, профессора, члена-корреспондента АН БССР; 37 кандидатов наук, доцентов; 42 старших преподавателя, 61 преподаватель и ассистент.
За десять лет контингент студентов вырос до 5200 человек, аспирантов — до 120 человек. По численности студентов дневного отделения институт вышел на 3-е место в республике. Работали уже три факультета дневного обучения: конструирования и технологии радиоэлектронной аппаратуры; радиотехники и электросвязи; автоматики и вычислительной техники. Сформировались научные направления кафедр. Ежегодно на различных выставках демонстрировались до 300 разработок, созданных сотрудниками, аспирантами и студентами.
Первым ректором был назначен Иван Сидорович Ковалёв — доктор технических наук, профессор, член-корреспондент Академии Наук БССР, учёный в области радиоэлектроники. И. С. Ковалёв возглавлял институт с 1964 по 1972 годы. В этот период в университете были сформированы: ректорат, учебный отдел, факультеты, кафедры, научно-исследовательский сектор, хозяйственные службы, общественные организации. Построены три корпуса Минского радиотехнического института с просторными аудиториями и кабинетами, библиотекой с читальными залами, спортивным комплексом с плавательным бассейном, лабораториями и мастерскими, оснащёнными учебным и научным оборудованием. Были созданы учебная информативно-вычислительная лаборатория и студенческий вычислительный центр.
С 8 февраля 1973 года по 30 июня 2000 года ректором Минского радиотехнического института был назначен Виктор Макарович Ильин — кандидат технических наук, профессор, заслуженный работник высшей школы БССР, академик Международной академии наук высшей школы, а впоследствии Почётный ректор БГУИР. В 1975 году МРТИ был признан лучшим вузом во Всесоюзном смотре внедрения достижений науки и техники в народном хозяйстве, в 1976 году стал победителем Всесоюзного общественного смотра использования изобретений с вручением диплома ВЦСПС, в 1978 году присуждено 1-е место и переходящее Красное Знамя Министерства высшего и среднего специального образования СССР и ЦК профсоюза работников просвещения, высшей школы и научных учреждений за успехи в работе.
В конце 1980-х годов в МРТИ был разработан компьютер Немига, на базе которого выпускались комплекты вычислительной техники для образовательных учреждений.
Постановлением ЦК КПСС и Совета Министров СССР N 326 от 13 марта 1987 года за особые достижения в области научных исследований и подготовки специалистов МРТИ отнесён к числу ведущих вузов СССР.
В начале 1990-х годов Минский радиотехнический институт стал крупнейшим вузом БССР, на долю которого приходилось до 95 % студентов радиотехнического профиля.
Постановлением Совета Министров Республики Беларусь № 786 от 16 ноября 1993 года Минский радиотехнический институт преобразован в Белорусский государственный университет информатики и радиоэлектроники (БГУИР).
В 2014 году агентство «Эксперт РА» присвоило ВУЗу рейтинговый класс «D» означающий «приемлемый уровень» подготовки выпускников.

## Студенческие протесты после выборов 2020 года
Ещё до президентских выборов, во время т.н. "первой волны" пандемии коронавируса, власти университета проводили политику замалчивания проблемы и отрицания существования самого вируса, долгое время отказываясь переводить студентов на дистанционную форму обучения, несмотря на то, что многие студенты и преподаватели заражались и заболевали. Такое поведение руководства вуза вызывало недоверие и возмущение студентов.
После начала протестов в Беларуси 9 августа 2020 года, связанных с прошедшими выборами президента, студенты БГУИР принимали участие в протестных акциях. Начиная с 13 августа студенты и выпускники БГУИР начали проводить акции у стен своего ВУЗа. Некоторые преподаватели (например, Евгений Олехнович), проходя мимо подобных акций, вступали со студентами в конфликты, угрожали и оскорбляли их.
28 августа канал «Мирный БГУИР», на котором публиковались анонсы акций, объявил о создании стачкома студентов БГУИР.
После объявления всеобщей забастовки Светланой Тихановской 26 октября студенты БГУИР и других ВУЗов Минска вышли на массовую акцию протеста. 
Акции протеста проходили всю неделю.
27 октября милиция задержала у себя дома студента Артёма Винокурова, который будет осужден по уголовной статье за перепалку с деканом Факультета информационных технологий и управления (ФИТУ) Леонидом Шилиным. В тот же день А. Г. Лукашенко приказал отчислять протестующих студентов, а преподаватели БГУИР выпустили обращение, в котором осудили репрессии со стороны власти и поддержали забастовку.
29 октября декан Факультета компьютерных сетей и систем (ФКСиС) Марина Лукашевич отказалась подписывать приказ об отчислении студентов и написала заявление об увольнении по собственному желанию.
После убийства Романа Бондаренко в БГУИР, как и в других вузах Минска, студентами было создано небольшое место памяти с фотографией убитого и лампадой, куда студенты приносили цветы. Известно о негативной реакции на это декана ФИТУ Леонида Шилина, который предпринимал попытки физически уничтожить мемориал.
По данным Ассоциации Беларусских Студентов, с начала протестов в БГУИР 26 студентов были отчислены по политическим мотивам и как минимум на 108 человек оказывалось давление со стороны силовых структур Беларуси.
Из-за опасности преследования со стороны силовых структур некоторым студентам БГУИР пришлось покинуть территорию страны.

## Факультеты
- Факультет компьютерного проектирования (ФКП)
- Факультет информационных технологий и управления (ФИТУ)
- Факультет радиотехники и электроники (ФРЭ)
- Факультет компьютерных систем и сетей (ФКСиС)
- Факультет информационной безопасности (ФИБ)
- Инженерно-экономический факультет (ИЭФ)
- Факультет доуниверситетской подготовки и профессиональной ориентации (ФДПиПО)
- Военный факультет (ВФ)

#### Подразделения
- Институт повышения квалификации и переподготовки кадров «Институт информационных технологий» (ИИТ БГУИР)
- ГУО «Лицей № 1 г. Минска» при БГУИР (ликвидирован) [19]
- Минский радиотехнический колледж

## Здания

Расположение корпусов БГУИР

### Общая информация
Все корпуса университета, первое и второе общежитие были спроектированы в 1960-х — 1980-х годах в стиле советского архитектурного модернизма. При этом из-за расположения их на разных улицах (первый, второй, третий и шестой — на улице Петруся Бровки, четвёртый и пятый на пересечении улиц Гикало и Платонова, седьмой и восьмой на улице Козлова), а также удаления общежитий от корпусов, университет не имеет кампуса.
В 2000-х годах начались ремонты и реконструкции общежитий и корпусов, при реконструкции допускалось уничтожение (мозаичное панно на спорткомплексе второго корпуса) и изменение (входных группы, окна, интерьеры) архитектурных элементов.
В начале марта 2018 года для студентов и работников университета стал доступен проводной и беспроводной Интернет международной сети Eduroam. К 2021 году стабильного подключения можно было достигнуть во всех читальных залах и некоторых лабораторных аудиториях.
Нумерация кабинетов осуществляется по следующей схеме: «xyy-z», где x — этаж, yy — номер кабинета, а z — номер корпуса. К примеру, «106-4» — шестой кабинет первого этажа четвёртого корпуса. Также встречаются кабинеты с обозначением «xyyg-z», где g — кириллический символ (чаще всего «а» и «б»), обозначающий разделения кабинета на две части с разными входами. К примеру, «409-4» и «409а-4». Чаще всего такие названия появляются при разделении одного кабинета на несколько меньшего размера. При обозначении кабинетов в подвале (нулевом этаже), номер этажа может не обозначаться. К примеру, «14-1» — четырнадцатый кабинет нулевого этажа первого корпуса.

### Первый корпус

Первый корпус университета

Расположен на улице Петруся Бровки, 6. Построен по проекту Павла Романовича Беляева в 1964 году из кирпича и сборного железобетона. Четырёхэтажный П-образный в плане объём с выступающими угловыми ризалитами. Стены по всему периметру разделены пилонами. Ритм композиции главного фасада создают вертикальные лопатки. Все фасады, за исключением дворового, оштукатурены.
Планировка корпуса коридорная с двусторонним расположением кабинетов и аудиторий. Связь между этажами осуществляется через парадную трёхмаршевую лестницу в центральной части и по двумаршевым лестницам в боковых крыльях. Подвальный помещения корпуса дублируют планировку верхних этажей и используются в учебных целях. В холле второго этажа присутствует росписи стен в стиле соцреализма. Корпус соединён подземным переходом с вторым и третьим корпусами.
В корпусе находится факультет радиотехники и электроники (ФРЭ) и ректорат.

### Второй корпус

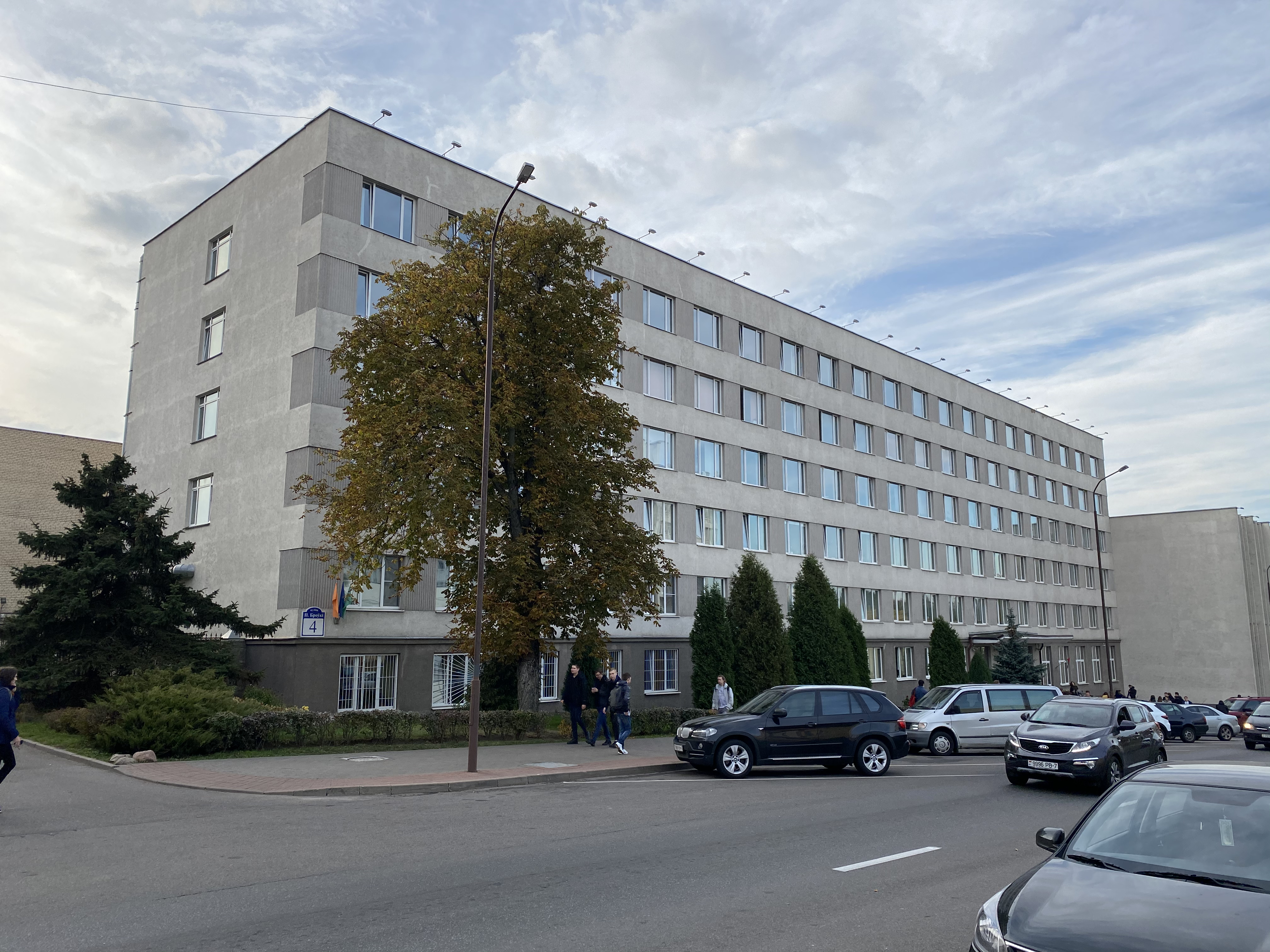
Второй корпус (октябрь 2020 г.)

Находится на улице Петруся Бровки, 4. Возведён по проекту Павла Романовича Беляева в 1966 году. Здание выполнено из кирпича и сборного железобетона. Состоит из двух объёмов, поставленных на крутом участке улицы. Шестиэтажный прямоугольное в плане здание удалено от красной линии застройки на 10 метров. Пластику главного фасада создают железобетонные рёбра на всю высоту здания. Со стороны двора стены выполнены белым силикатным кирпичом. Корпус оборудован лифтом, вокруг которого идёт центральная трёхмаршевая лестница. По состоянию на ноябрь 2024 года лифт не работает более 5 лет. На первом этаже расположен просторный вестибюль с двумя рядами круглых колонн, библиотека с книгохранилищем и читальный зал. В центральном вестибюле 2 ряда круглых колонн.

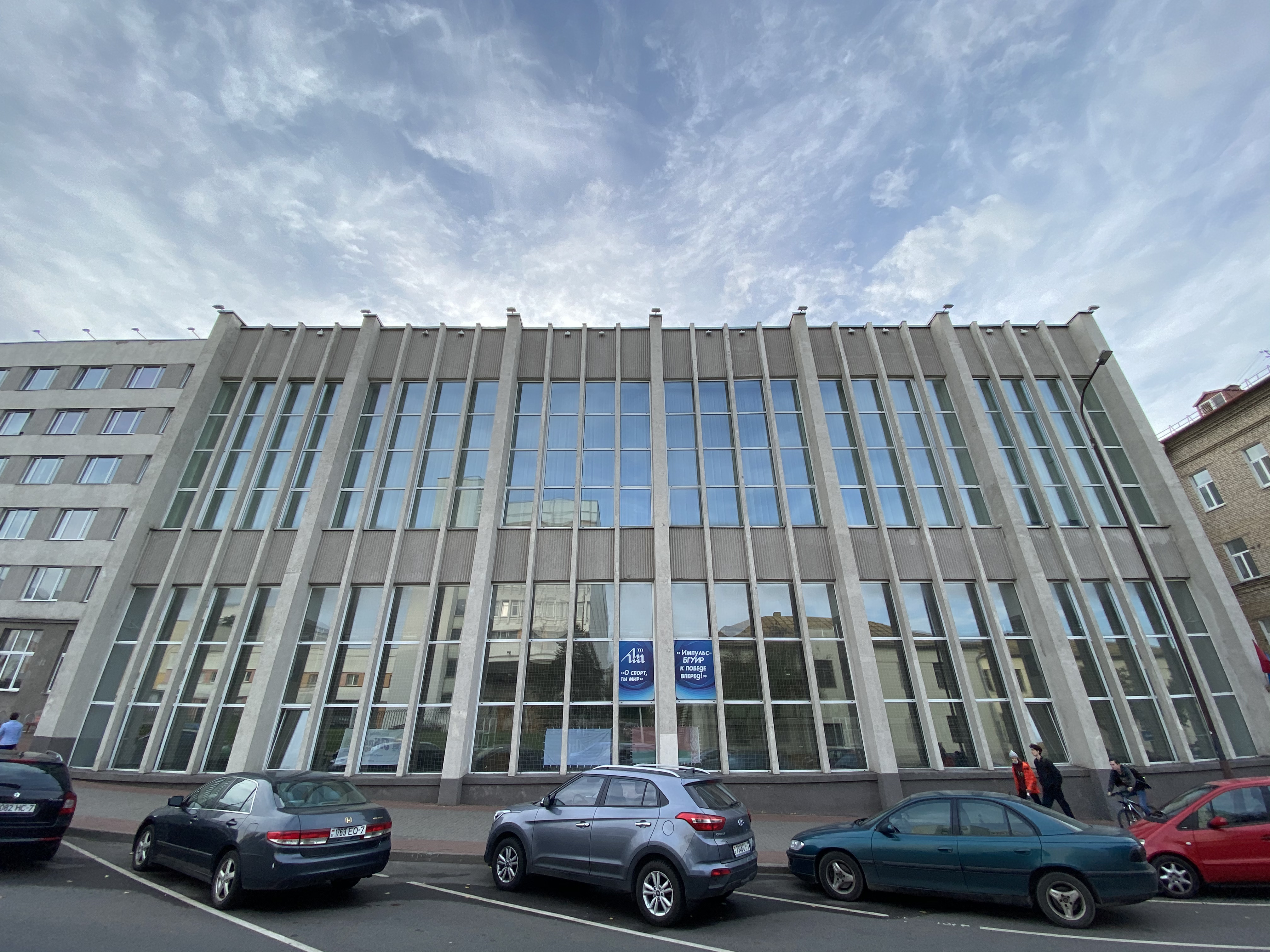
Спортивный комплекс и актовый зал второго корпуса

К северному торцу шестиэтажного объёма пристроен прямоугольный в плане четырёхэтажный объёма с актовым залом на 900 мест и спортивными залами. Пол зала для игры в баскетбол находится ниже уровня земли, таким образом благодаря панорамному остеклению наблюдать за залом с высоты можно с уровня улицы.
На торце четырёхэтажного объёма ранее присутствовало цветное мозаичное панно в стиле соцреализма, однако в период между 2008 и 2010 годами оно было уничтожено.
Планировка учебного корпуса коридорная с двусторонним размещением аудиторий. Стены оштукатурены под гранит с вкраплениями слюды. Межколонные рольставни имеют зубчатую поверхность. Корпус соединён подземным переходом с первым корпусом.
В корпусе находится факультет компьютерного проектирования (ФКП).

### Третий корпус

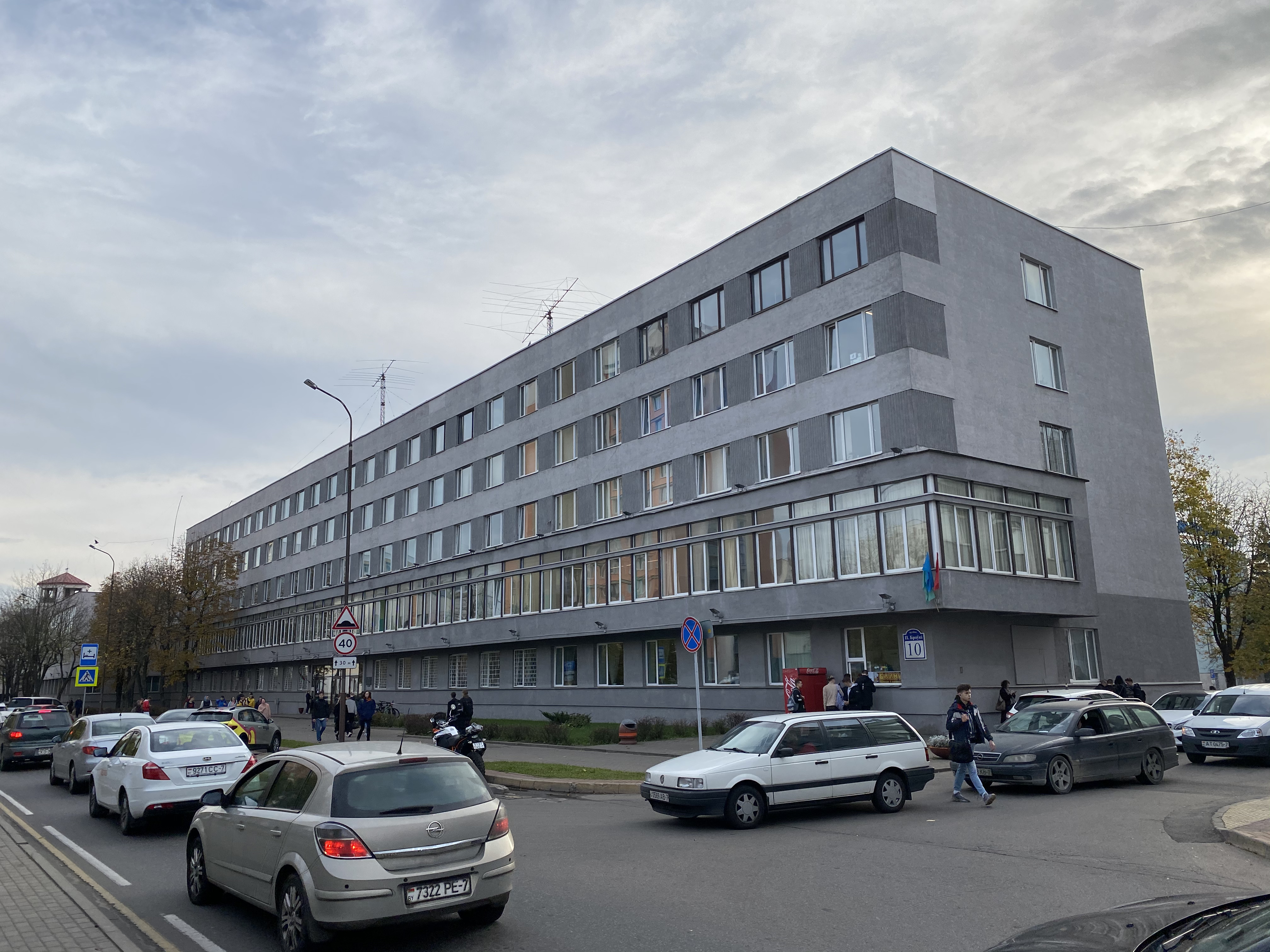
Третий корпус (октябрь 2020 г.)

Расположен на улице Петруся Бровки, 10. Построен в 1972 году по проекту Павла Романовича Беляева, выполнен из кирпича и сборного железобетона. Здание пятиэтажное, прямоугольное в плане, с двумя выступающими в сторону двора двухэтажными объёмами лекционных аудиторий. Архитектурным акцентом корпуса является объём второго этажа, который консольно выступает по фронту здания. На втором этаже расположен главный холл. Планировка учебного корпуса коридорная с двусторонним размещением аудиторий. Связь между подвалом, первым и вторым этажами осуществляется парадной однопролётной лестницей в центральной части здания. Связь с остальными этажами осуществляется двумя двумаршевыми лестницами, расположенными по краям здания. Корпус соединён подземным переходом с вторым корпусом.
Особенностью планировки здания является расположенная во входной группе трёхмаршевая лестница. Два крайних марша ведут в подвал к гардеробу, центральный — на первый этаж. Таким образом студенты попадают в корпус, спускаются вниз к гардеробу и далее используют внутренние лестницы для перемещения. Таким образом достигалась большая пропускная способность входа, однако на момент 2020 года двери, ведущие от этой лестницы к подвалу, закрыты.

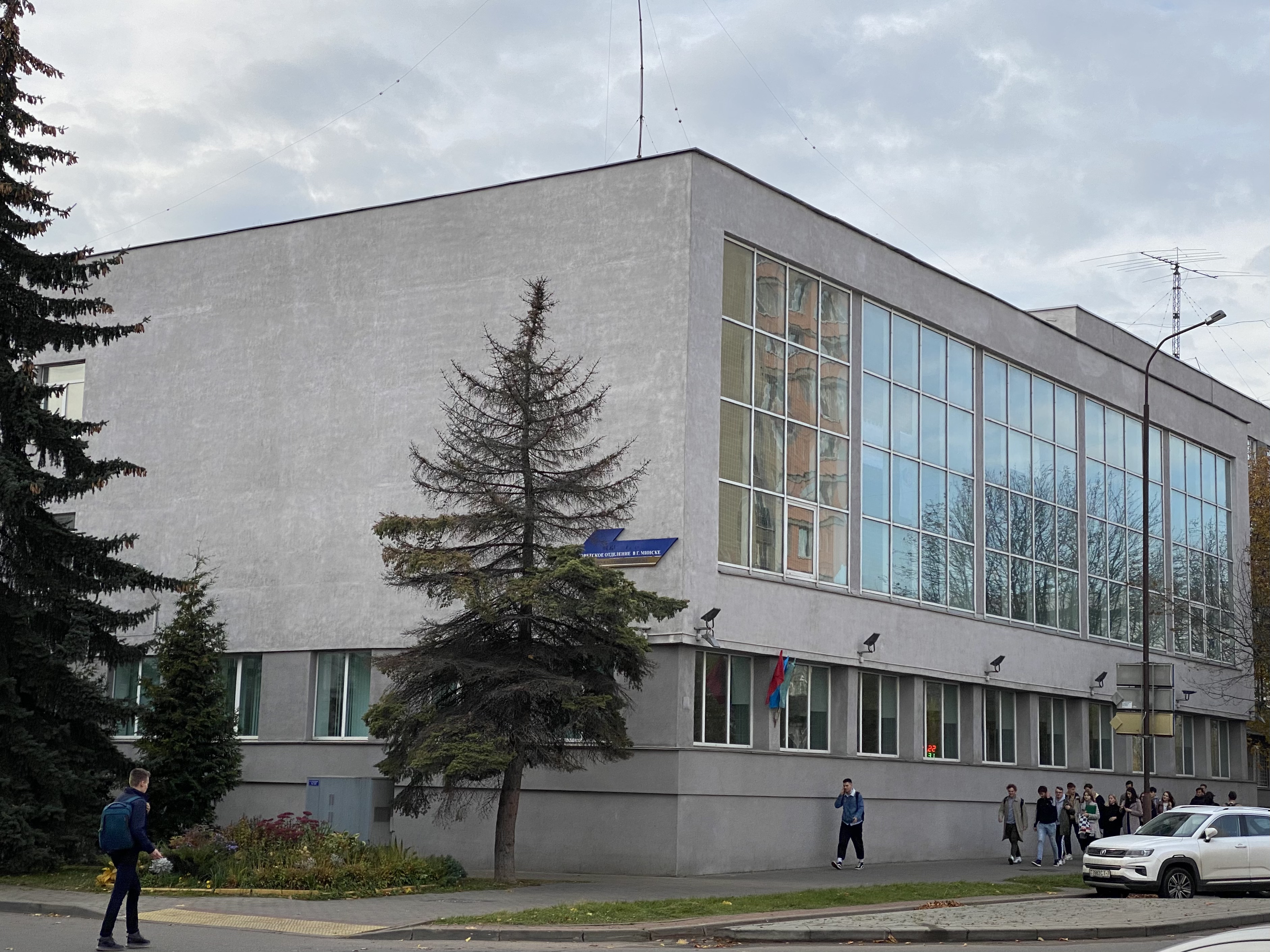
Спортивный блок третьего корпуса

К южной стороне здания пристроен трёхэтажным объёмом спортивного комплекса включающего бассейн. Фасадная плоскость спортивного комплекса была решена в виде орнаментальной решётки из крупноразмерных типовых железобетонных блоков, что придавало зданию рельефность и динамичность, однако решётка была уничтожена в ходе реконструкции здания. Её место занимают панорамные окна.
В корпусе находится Факультет Информационной Безопасности (ФИБ) и Военный Факультет (ВФ).

### Четвёртый корпус

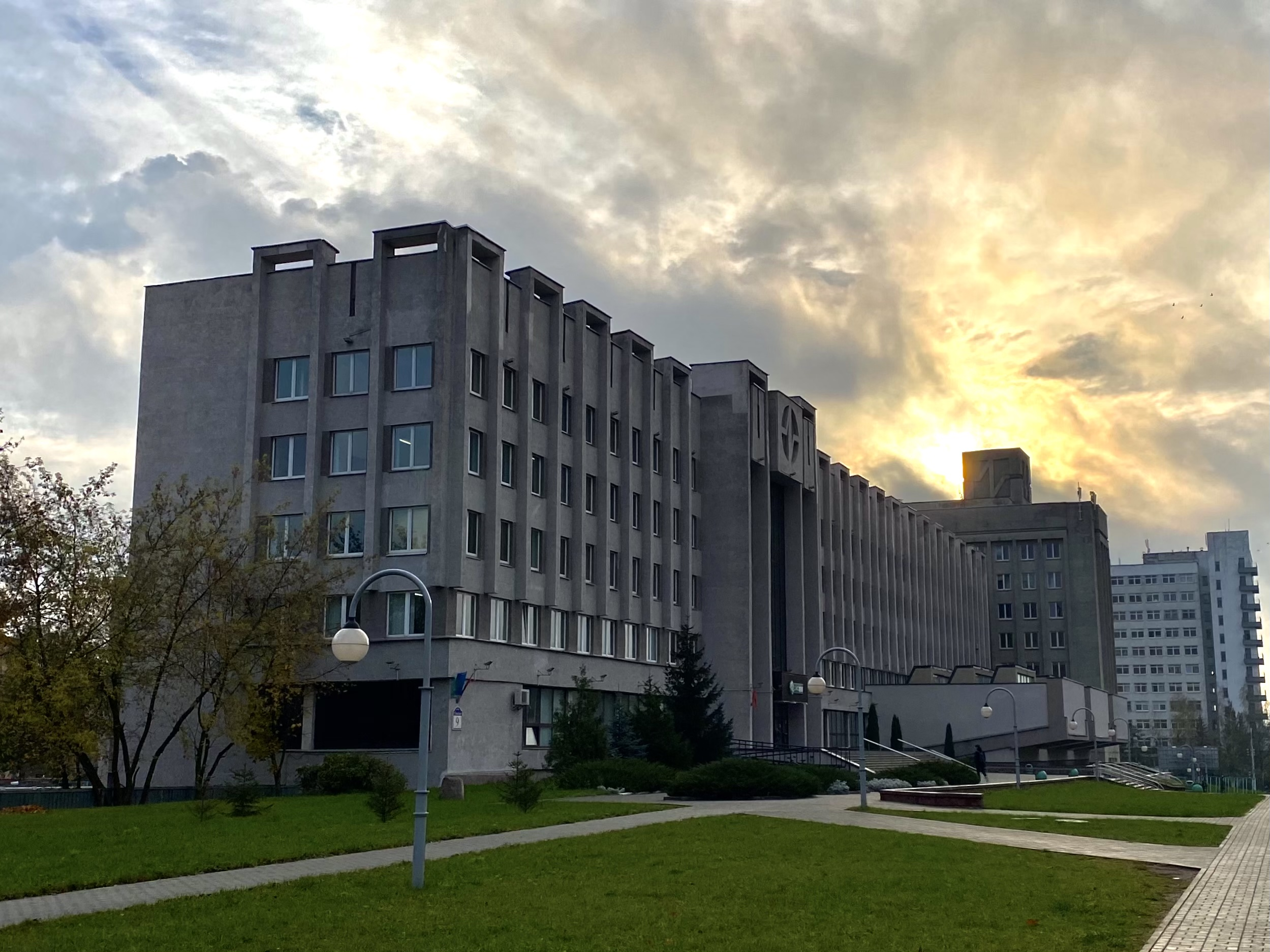
Четвёртый корпус (октябрь 2020 г.)

Находится на улице Гикало, 9. Корпус построен в 1976—1980 годах по проекту Павла Романовича Беляева и Николая Сергеевича Волкова. Здание представляет собой прямоугольный шестиэтажный объём с тремя выступающими из главного фасада объёмами лекционных аудиторий на 150 мест каждая и одним четырёхэтажным выступающим из тыльного фасада объёмом, содержащим две лекционные аудитории на 250 мест каждая и четыре административных кабинета. Выразительность фасаду придаёт панорамное остекление первого этажа и всех холлов в центральной части здания (часть переделана в кабинеты), выделяющие главный вход пилоны, на вершине которых располагается выполненный из железобетона логотип университета. За пилонами находится единственная аудитория шестого этажа. На уровне 3—6 этажей присутствуют соединяющиеся на уровне крыши шестого этажа выступающие рёбра.

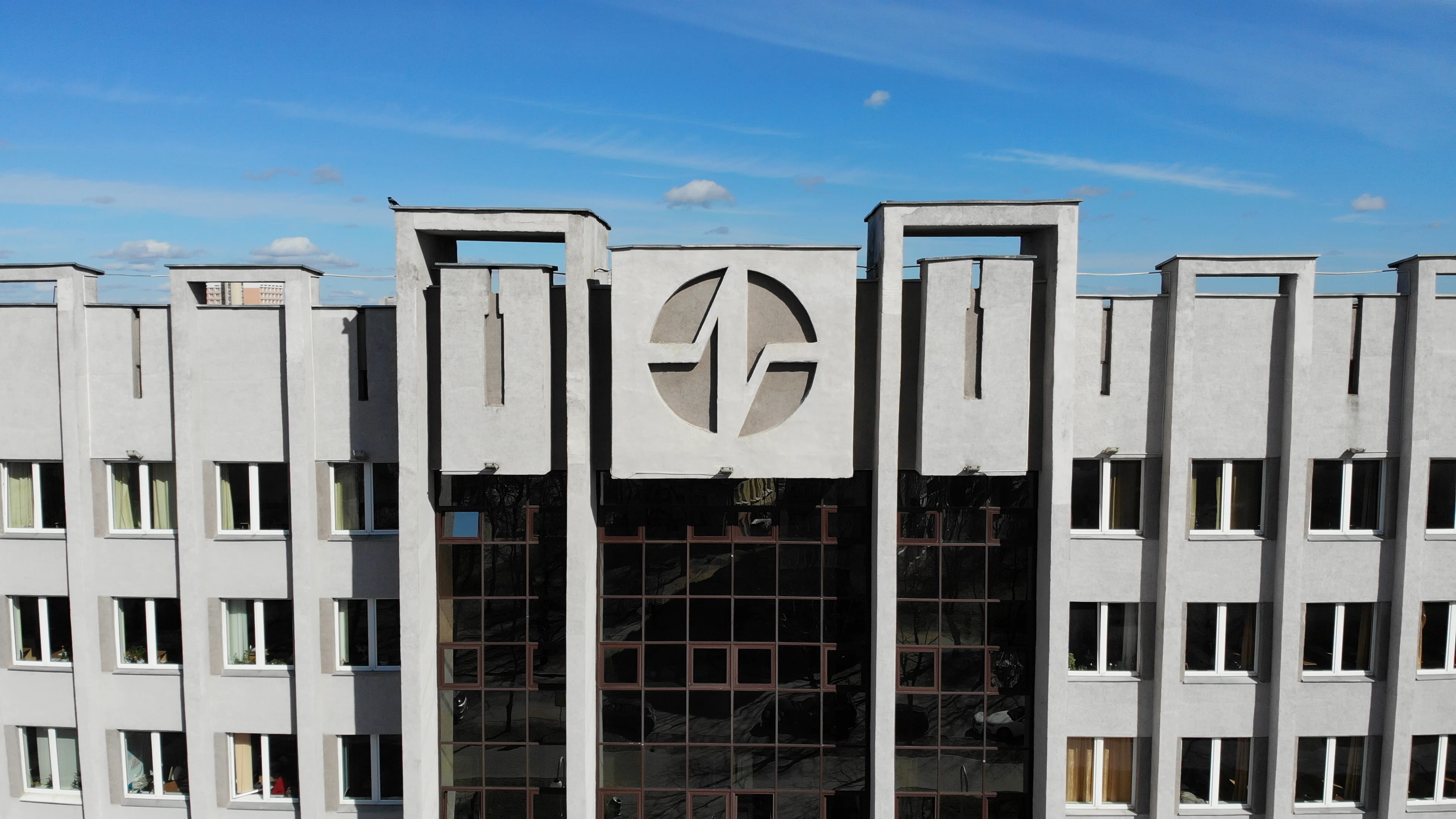
Логотип из железобетона на вершине пилонов.

На первом этаже расположен просторный вестибюль с панорамным остеклением, магазин брендированных символикой университета вещей, библиотека и читальный зал. Ранее на каждом из этажей располагались просторные холлы с панорамным остеклением, однако на данный момент холл сохранился в оригинальном виде только на втором этаже, на остальных этажах часть со стороны панорамного остекления была переделана в кабинеты (третий этаж) и аудитории (четвёртый и пятый). Связь между этажами осуществляется двумя двумаршевыми лестницами, связывающими холлы этажей и подвала и одной трёхмаршевой лестницей в восточной части здания. Лифт расположен внутри этой лестницы. Летом 2020 года оригинальный лифт заменён на новый.
Корпус имеет четыре перехода в пятый корпус, каждый из переходов ведёт на один этаже выше в пятом корпусе (переход с первого этажа четвёртого ведёт на второй пятого). Однако открыты только переходы на втором и четвёртом этаже корпуса, закрыты переходы на первом и третьем.
В корпусе находится факультет компьютерных систем и сетей (ФКСиС) и факультет доуниверситетской подготовки и профессиональной ориентации (ФДПиПО).

### Пятый корпус

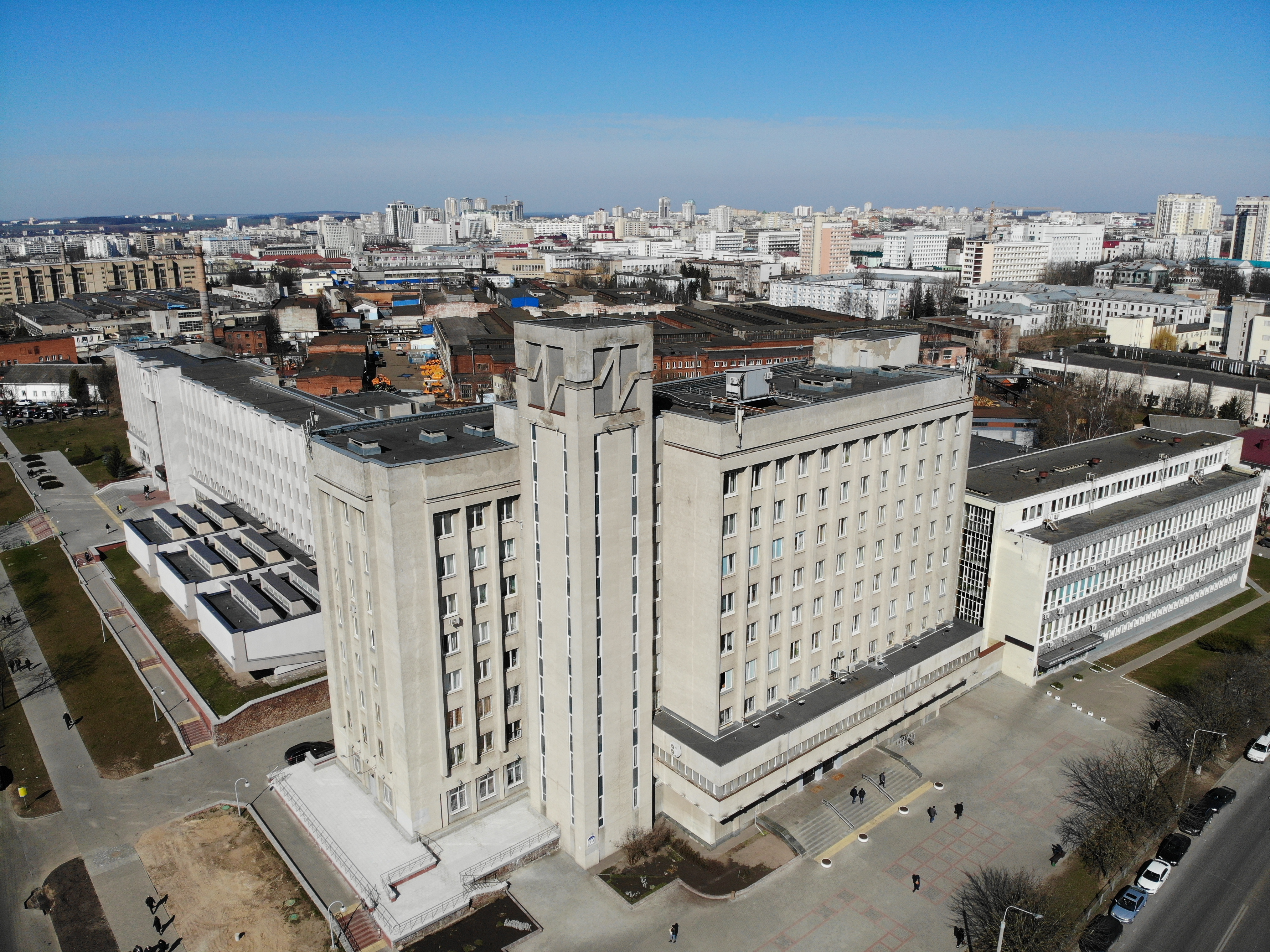
Пятый корпус (март 2019 г.)

Расположен на улице Платонова, 39. Здание выполнено по проекту Павла Романовича Беляева и Николая Сергеевича Волкова в 1981—1985 годах. Корпус представляет собой сложный набор объёмов разной этажности. Главным объёмом является девятиэтажная часть с входом в здание, в этом объёме находятся шесть соединяющих холлы каждого этажа лифтов. Оригинальные лифты были заменены на новые летом 2020 года. В правой части данного объёма присутствует двухмаршевая лестница и грузовой лифт. Из главного фасада на уровне второго этажа выступает объём бывшего вычислительного центра (на данный момент в нём находятся лабораторные аудитории EPAM), данный объём выделяется большим количеством узких вертикальных окон.
Двухэтажный объём находится сзади и вмещает в себя спортзалы и часть бывшего вычислительного центра. Этот объём ограничен двумя восьмиэтажными объёмами слева и справа. В левом находятся в большинстве лабораторные аудитории, в правом — лекционные. Все объёмы соединены между собой главным холлом каждого этажа.

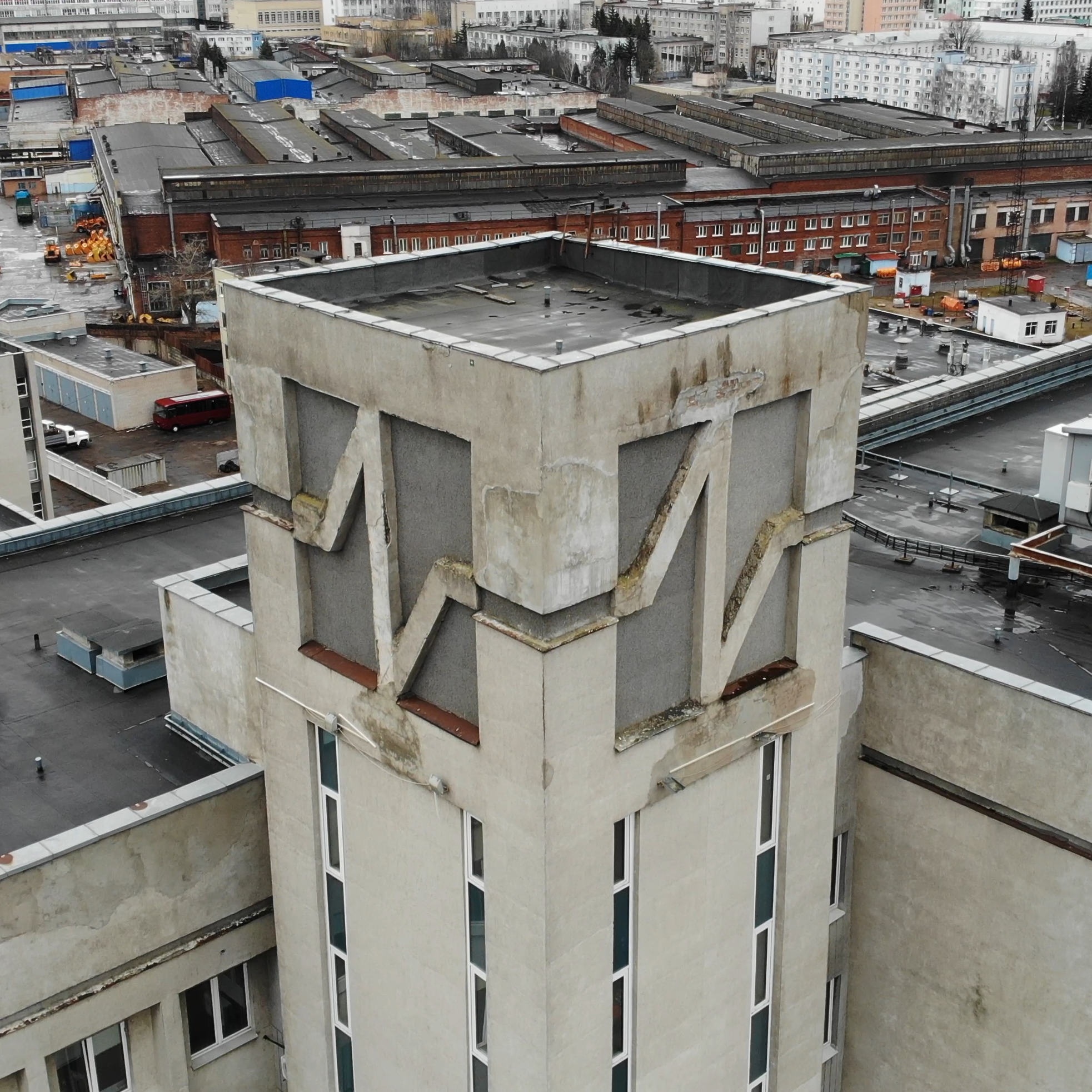
Куб башни пятого корпуса

Десятиэтажный объём башни находится на углу главных фасадов главного и левого объёма. Данный объём содержит в себе трёхмаршевую лестницу, соединяющую все этажи. Внутри лестницы находится пустое пространство, позволяющее просматривать её полностью. Наверху башни находится куб с длинной стороны 8 метров, на всех гранях куба, кроме нижней и верхней, из железобетона выполнен логотип университета. Башня выделяется высокими узкими окнами расположенными на разных уровнях (это обусловлено лестничными пролётами).
Выходящий на улицу Гикало четырёхэтажный объём перехода в четвёртый корпус содержит также выходящие к тыльному фасаду кабинеты. Переход имеется на четырёх этажах, каждый из переходов ведёт на один этаже ниже в четвёртом корпусе (переход с первого этажа пятого ведёт на первый четвёртого). На момент октября 2020 года открыты только переходы на третьем и пятом этажах корпуса, переходы на втором и четвёртом закрыты.
Пятый корпус является доминантой в комплексе четвёртого и пятого корпусов, все объёмы, кроме башни, имеют выступающие рёбра на уровне второго этажа и выше.
В корпусе находится факультет информационных технологий и управления (ФИТУ) и инженерно-экономический факультет (ИЭФ).

### Шестой корпус (спорткомплекс)

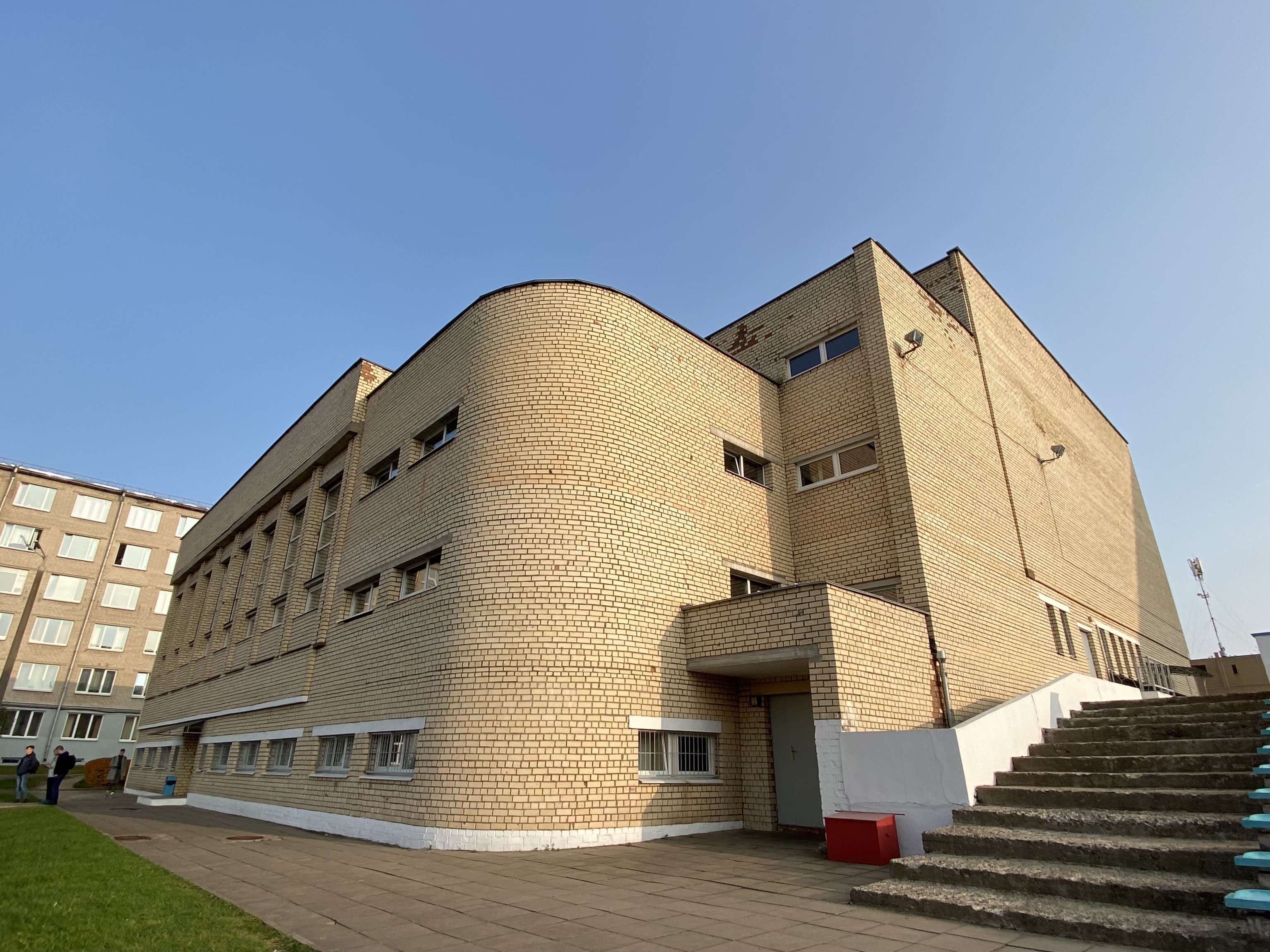
Шестой корпус в октябре 2020 года.

Находится на улице Петруся Бровки, 4а. Построен в 1992 году. Здание состоит из двух объёмов. Выходящий фасадом на первый корпус четырёхэтажный объём включает в себя вестибюль и залы для занятия баскетболом и тяжёлой атлетикой (имеет панорамное остекление). Трёхэтажный объём выходит фасадом на стадион университета. Внутри расположен зал для занятия борьбой. Благодаря понижению уровня земли от первого ко второму корпусу на нулевом этаже этого объёма располагаются раздевалки для занимающихся на улице секций. Раздевалки имеют вход как из самого здания, так и с улицы.

### Седьмой и восьмой корпуса
Расположены на улице Козлова, 28. Автором проекта является Барановская Галина Николаевна. Изначально здание было спроектировано как специальное конструкторско-технологическое бюро с опытным производством, решение о строительстве которого было принято постановлением Совета министров БССР 13 августа 1980 года. Строительство началось в 1989 году, в 1990 было прекращено из-за недостатка финансирования. В 2002 году Мингорисполком принял решение о возобновлении строительства. Здание было разделено на два корпуса и соответственно две очереди строительства.
В 2003 году закончено строительство седьмого корпуса. На момент заморозки строительства в 1990 году сооружение было полностью готово в конструкциях, из-за этого оно почти не понесло внешних изменений. Корпус представляет собой г-образный восьмиэтажный объём с пристроенным к нему со стороны Слепяноской водной системы вытянутым трёхэтажным объёмом. Главный объём с третьего этажа консольно выступает в сторону улицы Козлова. Окна первого и второго этажа узкие. Окна на верхних этажах ограничены рёбрами со всех сторон. Горизонтальные рёбра шире вертикальных примерно в три раза.
В корпусе располагается институт информационных технологий университета.
Проект второй очереди строительства был разработан в 2007 году, оно началось в 2011 году. Предназначенный для опытного производства двухэтажный объём, стоявший вдоль улицы Козлова был снесён, а на его месте началось возведение восьмого корпуса. В 2012 году проект строительства был внесён в государственную инвестиционную программу. В 2014 году внешнее финансирование было прекращено и руководство университета приняло решение продолжить работы за собственные средства. Строительство было завершено в 2017 году. Корпус представляет собой пятиэтажный прямоугольный в плане объём. На уровне четвёртого этажа присутствует полоса синего стекла. Здание восьмого корпуса диссонирует со зданием седьмого корпуса из-за этого элемента и отличающегося размера окон.
В корпусе располагается центр развития дистанционного образования.

### Первое общежитие
Построено в 1969—1974 годах.

## Научные исследования
В БГУИР работает 49 научно-исследовательских лабораторий и исследовательских групп, 5 центров, в которых проводятся исследования по следующим направлениям:
- радиотехнические устройства и системы;
- системы передачи и обработки информации;
- новые информационные технологии и системы управления;
- микро- и наноэлектроника;
- новые перспективные материалы, энерго- и ресурсосберегающие технологии;
- сертификация, диагностика и испытания элементов, устройств и систем;
- методы моделирования и оптимизации в радиоэлектронных системах и устройствах;
- социально-экономические проблемы развития общества;
- информационные и обучающие технологии в образовании;
- пучковые технологии и техника;
- автоматизация промышленных процессов и энергетики.

В выполнении фундаментальных и прикладных исследований участвует профессорско-преподавательский состав, около 300 штатных научных и инженерно-технических работников, докторанты, аспиранты, магистранты; различными формами научного творчества охвачено около 45 % студентов дневной формы обучения.

## Международные конференции
БГУИР является организатором международных научно-технических конференций, симпозиумов и семинаров по нанотехнологиям, перспективным дисплейным технологиям, распознаванию образов, обработке и защите информации, медицинской электронике, информационным технологиям в образовании, в том числе:
- «Физика, химия и применение наноструктур — Nanomeeting»
- «Нейронные сети и искусственный интеллект»
- «Перспективные дисплейные технологии»
- «Дистанционное обучение — образовательная среда XXI века»
- «Великие преобразователи естествознания»
- «Средства медицинской электроники и новые медицинские технологии — Медэлектроника»
- «Экономическое развитие общества: инновации, информатизация, системный подход»
- «Технические средства защиты информации»
- «Телекоммуникации: сети и технологии, алгебраическое кодирование и безопасность данных».
- International Conference on Pattern Recognition and Information Processing[32].
- Open Semantic Technologies for Intelligent Systems (OSTIS)

## Международные олимпиады
Международная олимпиада по алгоритмическому (спортивному) программированию BSUIR OPEN. В 2024 году прошла двенадцатая олимпиада, в честь девяностолетия Юрия Гагарина олимпиада была проведена в космической тематике. На 48 ICPC World Finals в г. Астане олимпиада вошла в тройку лучших региональных олимпиад.
Для студентов, магистрантов и аспирантов проводится прикладная олимпиада в сфере информационных технологий BIT-Cup.

## Учебные лаборатории
Для укрепления инновационной, практико-ориентированной подготовки студентов в БГУИР созданы совместные учебно-научные лаборатории, оснащённые современным оборудованием. В настоящее время в БГУИР действует 23 таких лаборатории.
9 апреля 2009 года при поддержке Белорусского парка высоких технологий был открыт совместный учебно-инновационный комплекс «ЭПАМ Системз» и БГУИР

## Библиотека
Библиотека БГУИР образована в 1964 году на базе книжного фонда библиотеки Белорусского политехнического института (ныне БНТУ). Занимая площадь 1821,14 м², расположена в 4-х учебных корпусах и студенческом общежитии № 1.

## Организация досуга студентов
Традиционные конкурсные программы, фестивали художественного творчества студентов и сотрудников.:
- «Студенческий дебют» — фестиваль художественного творчества первокурсников
- «Студенческая весна»
- «Мисс БГУИР» и «Мистер БГУИР».

Студенты имеют возможность проявить свои таланты в 44-х творческих коллективах. Многие творческие коллективы, солисты, программы отмечены почётными дипломами и грамотами международных и республиканских фестивалей и конкурсов:
- Танцевально-спортивный клуб «Танго»
- Народный духовой оркестр БГУИР
- Театр-студия «Арт-вояж»
- Фольк-группа (ансамбль народной песни) «Гаманіна» (победители конкурса художественного творчества вузов Белоруссии 2008 года в Витебске в номинации «Вокальная группа народной песни»[37], в рамках национального телевизионного конкурса любительских музыкальных коллективов — участие в полуфинальном концерте коллективов города Минска телеконкурса на ОНТ «Песни маей краіны» 10 мая 2009 года). 16 марта 2011 праздновалось 20-летие ансамбля студенческого клуба БГУИР[38]
- Выпускается своя газета («Импульс»). Имеется весь архив с № 1 от 19 января 2001 года
- Университет с 2008 года сотрудничает с Национальным академическим театром имени Янки Купалы[39].
- Студенты университета регулярно принимают участие в Кубке по образовательной робототехнике

## Международное сотрудничество
БГУИР имеет договора о сотрудничестве с 59 вузами, научными организациями и государственными организациями из 25 стран. Наиболее успешно партнёрские отношения БГУИР развиваются с Университетом города Вупперталь (Германия), Средиземноморским университетом (город Марсель, Франция), Сианьским технологическим университетом (Китай), Самарским государственным техническим университетом (Россия).
БГУИР — многонациональный университет. В составе слушателей подготовительного отделения, студентов, магистрантов, аспирантов и стажёров около 350 граждан из 29 государств.
В феврале 2011 года «за значительный вклад в развитие образования и науки, а также за укрепление сотрудничества между высшими учебными заведениями Республики Беларусь и Великой Социалистической Народной Ливийской Арабской Джамахирией» университет включил в список своих почётных докторов ливийского лидера Муаммар Каддафи, однако в апреле того же года Каддафи исключён из списка.
Университет участвует в международных программах и проектах Союзного государства, 7-й Рамочной программе ЕС, Европрактис, Международного научно-технического центра, Общества поддержки научных исследований Франции, Немецкого научно-исследовательского сообщества, Всемирной федерации учёных, Германской службы академических обменов (DAAD), Международного фонда Мацумаэ, Международной ассоциации по обмену студентами для прохождения производственной практики (IAESTE) и других.
Научные исследования и поставка научно-технической продукции осуществляются для организаций Китая, Индии, Германии, Ливии, США, Польши, Италии, Республики Корея, КНДР, Словакии, России, Украины, Венесуэлы. Научно-технические разработки университета представлены на сайте Центра трансфера технологий в области радиоэлектроники.
БГУИР оказывает помощь в создании международного белорусского университета в Бангладеш. Ожидается, что уже к 2020 году в новом университете будут обучаться около 20 000 студентов.

### Международные олимпиады
3—5 мая 2011 года в Баку состоялась I международная олимпиада по информатике (программированию) среди студентов, на которой сборная команда БГУИР заняла 4 абсолютное место и завоевала диплом II степени.

## Список ректоров
- 1964—1972: Иван Сидорович Ковалёв
- 1972—2000: Виктор Макарович Ильин
- 2000—2018: Михаил Павлович Батура
- 2018— настоящее время: Вадим Анатольевич Богуш

## Известные выпускники
- Выпускники БГУИР

## Символика университета
24 октября 2013 года в БГУИР разработана новая символика университета, которую утвердил Геральдический совет при Президенте Республики Беларусь. Были разработаны и утверждены: эмблема, флаг, штандарт ректора, знамя, нагрудные знаки отличия об окончании учреждения образования и «За заслугі перад БДУІР».
В октябре 2020 года в БГУИР была разработана альтернативная символика от студенческого и преподавательского коллектива, стачкома и других движений университета, в ответ на проводимые репрессии администрации университета против сотрудников и студентов участвующих в акциях протеста. Синусоида и радиосигналы красного цвета, расположенные на белом фоне с добавлением горизонтальных красных полос шириной 1⁄3 полотна. Неофициально используется сотрудниками и студентами.